# Human Entertainment
HUMAN株式會社為1983年創立的遊戲軟體公司。
於1990年設立全世界第一所遊戲設計人才養成的專門学校，並於1991年發售任天堂紅白機遊戲『埃及』之後，自有品牌的作品逐漸增多。1992年與NEC Home Electronics（NEC旗下與Hudson Soft合資的子公司，簡稱NEC HE）合併，成立HuneX，為NEC HE的遊戲機（PC Engine、PC-FX）開發專用的遊戲軟體。
自1998年結束街機開發事業之後，公司赤字大幅提高。1999年11月申請和議，翌年1月公司破產倒閉，3月結束遊戲軟體部門，專門学校事業也於2002年1月倒閉。已被其他公司買下的「HUMAN CREATIVE SCHOOL」仍繼續營運，名稱接連改為→，最後於2003年3月結束營運。現存專門学校「Human Academy」（Human Group）為完全無關的其他公司。
Human Entertainment破產後由Spike接手旗下遊戲軟件的著作權，2012年與CHUNSOFT合併後目前由Spike Chunsoft持有。

## 重要遊戲作品
有許多系列由其他公司繼續開發續作。
- Clock Tower（時鐘塔、鐘樓驚魂）系列
- 系列
- 系列
- 系列

## 過去社員
- 河野一二三
- 志倉千代丸
- 須田剛一
- 鳴澤賢一